# Isotomodella microlobata
Isotomodella microlobata är en urinsektsart som beskrevs av Potapov och Sophya K. Stebaeva 2002. Isotomodella microlobata ingår i släktet Isotomodella och familjen Isotomidae. Inga underarter finns listade i Catalogue of Life.